# Письмо Анне
«Письмо Анне» (нем. Ein Artikel zu viel); — документальный фильм 2008 года, снятый швейцарским режиссёром Эриком Бергкраутом, в котором рассказывается об истории убийства российской журналистки Анны Политковской.
Фильм продублирован на трёх языках — английском, немецком и французском. В англоязычной версии комментатором в фильме выступает Сьюзан Сарандон, а во франкоязычной версии — Катрин Денёв.
Премьера фильма состоялась 10 февраля 2008 года в Берлине. На Украине в рамках Киевского международного кинофестиваля «Молодость» премьера состоялась 20 октября 2008 года. Консультантом фильма выступил сын журналистки — Илья Политковский: «Для меня было очень важно, что в этом фильме моя мама смеётся, гуляет, как нормальный человек, нормальная мать, а не как солдат».

## Сюжет
Фильм снят на основе нескольких интервью с журналисткой, которые она дала при жизни, а также бесед с её друзьями, родственниками и коллегами. В этих интервью Анна Политковская подвергала резкой критике российские власти, президента России В. В. Путина и возлагала на президента Чечни Рамзана Кадырова ответственность за убийства и похищения людей в республике.

## Награды
13 февраля 2008 года на 10-м Международном кинофестивале документальных фильмов «Один мир» фильму была присуждена премия Вацлава Гавела.